# Randa
Randa is een gemeente en plaats in het Zwitserse kanton Wallis, en maakt deel uit van het district Visp.
Randa telt 445 inwoners.